# Tayane Leão
Tayane Leão  (Parauapebas, 23 de agosto de 1994) é uma modelo brasileira que alcançou projeção internacional após vencer, em 2009, a final mundial do concurso de modelos Supermodel of the World, em Montenegro, Leste Europeu, derrotando mais de 5 milhões de candidatas de 44 países diferentes. A partir daí, assinou um contrato de exclusividade de quatro anos com a agência Ford Models no valor total de US$ 250 mil.
Antes da final internacional, ela havia participado e vencido o Supermodel Brazil, em 2008, no qual se inscreveram 700 mil garotas de todo o país.